# Saubersdorf (Gemeinde St. Egyden am Steinfeld)
Saubersdorf ist eine Ortschaft und eine Katastralgemeinde der Gemeinde St. Egyden am Steinfeld im Bezirk Neunkirchen in Niederösterreich.

## Geografie
Saubersdorf liegt an der Puchberger Straße zwischen St. Egyden und Weikersdorf. Es kann auch von Winzendorf über die Landesstraße L 4080 erreicht werden.

## Geschichte
1146 hieß der Ort Subellendorf, abgeleitet vom Namen Ĉudobil, dem slawischen Ortsgründer. Die ursprüngliche Kirche einer Kirchenburg, heute Schlosskapelle, wurde dem Hl. Vitus (Veit) geweiht, typisch für einen Ort mit (ehemaliger) slawischer Bevölkerung.
In der ganzen Geschichte des Ortes gab es keinen Besitzer, der sich nach Saubersdorf nannte. Erst ab 1657 errichtete Graf Niklas Palffy (Hauptbesitz Krumbach - Kirchschlag) das Schloss Saubersdorf unter Einbeziehung der Kirchhofmauer.
Die Häuser des Straßendorfs sind um einen viereckigen Anger angelegt, in dem sich bis heute ein Teich befindet. Der Weinbau spielte immer eine große Rolle. 1592 erhielt das Dorf ein Bergtaiding, im 16. Jh. das Dorftaiding. Eine besondere Rolle spielen darin die Wirte, die mit Fremden Karten spielen mussten und mit dem Verlust des ganzen Weinfasses bestraft wurden, wenn sie zu wenig einschenkten.
Im Bereitungsbuch von 1590/91 ist Herr Christoph von Puchheim mit 44 Häusern als Grundobrigkeit verzeichnet, weiters hatten der Bischof zur Neustadt zwei und der Pfarrer von Lichtenwörth fünf Häuser.
Der Ort hatte häufig unter Zerstörungen zu leiden, so durch die Osmanen 1529, 1532 und 1683. Eine steinerne „Türkenkugel“ zur Abschreckung vor weiteren Überfällen findet sich in der Fassade des Karl-Wirtes (wie auch in St. Egyden und Grünbach).

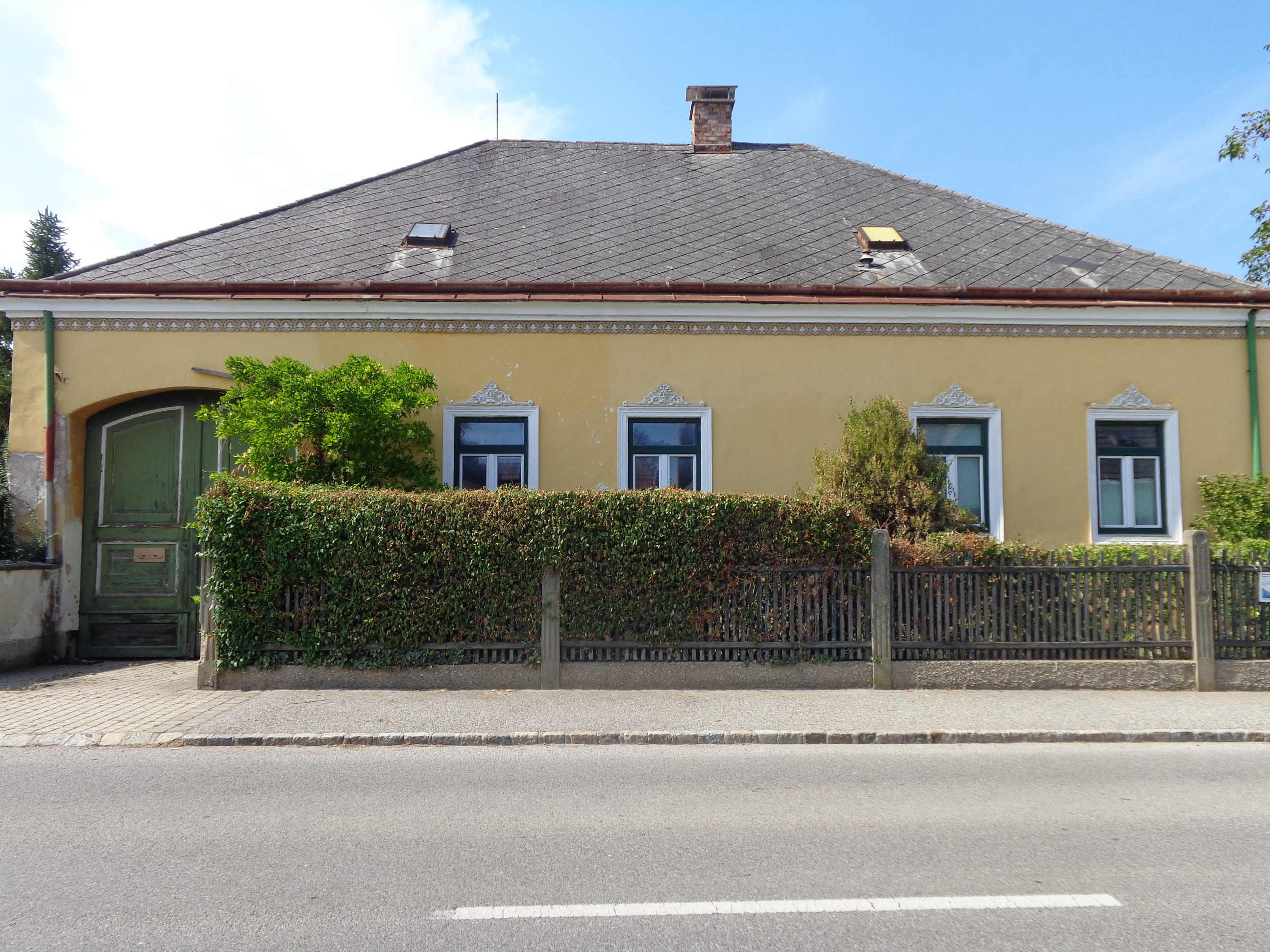
Alte Schule, von privater Hand erhalten und gepflegt

Über die Gräueltaten der Kuruzzen (ungarische Aufständische) um 1704 gibt es kaum Aufzeichnungen, 1817 wütete ein Großbrand.
Im Jahr 1822 wurde der Ort als Dorf mit 66 Häusern genannt, das nach St. Egyden eingepfarrt war, wohin auch die Kinder eingeschult wurden. Die Herrschaft Saubersdorf besaß die Ortsobrigkeit und besorgte die Konskription. Die Landgerichtsbarkeit wurde von der Herrschaft Krumbach ausgeübt und die Untertanen und Grundholde des Ortes gehörten den Herrschaften Saubersdorf und Wr. Neustadt sowie der Pfarre Lichtenwörth.
Von 1874 bis 1964 hatte Saubersdorf eine eigene Schule.

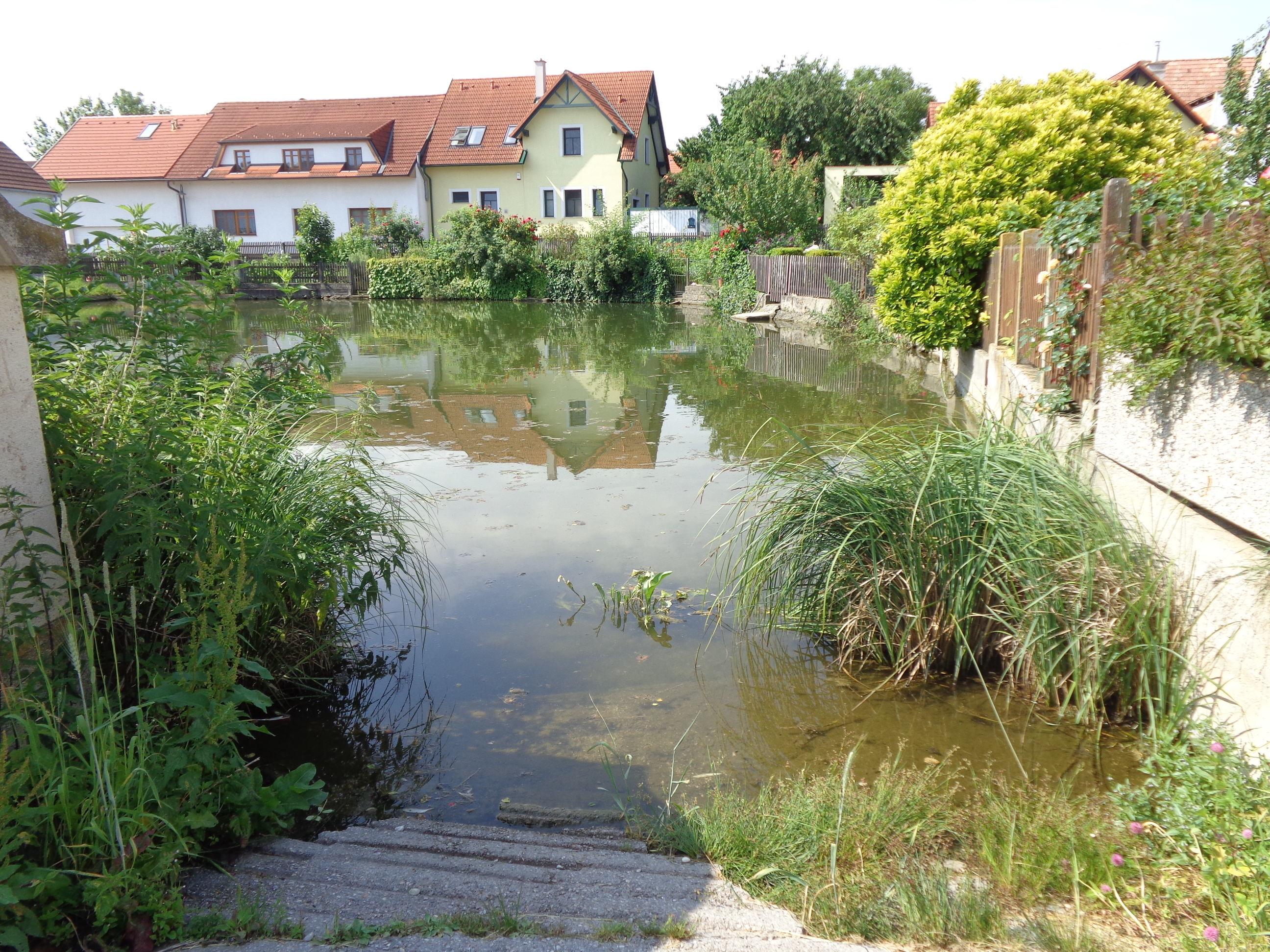
Anger mit Teich und uralten Bauerngärten

Laut Adressbuch von Österreich waren im Jahr 1938 in der Ortsgemeinde Saubersdorf zwei Bäcker, ein Fleischer, ein Friseur, vier Gastwirte, vier Gemischtwarenhändler, ein Schmied, zwei Schneiderinnen, zwei Schuster, ein Wagner und mehrere Landwirte ansässig. Zudem gab es beim Ort eine Sandgrube mit Schottergewinnung.
Die Zusammenlegung mit Neusiedl, Urschendorf, Gerasdorf und St. Egyden zur Großgemeinde St. Egyden am Steinfeld erfolgte 1970.

## Pulverfabrik
Im Schwarzföhrenwald Richtung Südbahn lag auf einem 42 ha großen Gelände von 1890 bis zum Ende des Ersten Weltkriegs die „Pulverfabrik Saubersdorf“, eine von rund 90 Produktionsstätten für Munition der Firma Dynamit Nobel. In der „Waldfabrik“ mit insgesamt 75 Objekten arbeiteten auch in Kriegszeiten nie mehr als 100 Personen. Es kam immer wieder zu Unglücksfällen. Im Mai und Juli 1917 erlitten insgesamt 20 Personen tödliche Verletzungen. In der Zwischenkriegszeit wurden einzelne Betriebsgebäude abgebrochen. Objekte wurden als Lager genutzt. Im Zweiten Weltkrieg wurde das Gelände Teil der Munitionsanstalt „Groß Mittel“, ein via Schienen verbundenes Netz von Munitionslagern. Als Arbeitskräfte wurden Dienstverpflichtete aus der näheren Umgebung sowie Kriegsgefangene eingesetzt. Ab 1943 wurden im Rax-Werk in Wiener Neustadt, einem Teilbetrieb der Firma Henschel, Komponenten für die V2 (Aggregat 4) erzeugt. Raketenteile und -treibstoff wurden in eigenen, abgeschirmten und getarnten Depots im Föhrenwald gelagert. In dieser Zeit erhielt das Gelände bei St. Egyden (jetzt „Altes Lager“) einen Vollbahn-Anschluss. Aufgrund der schweren Luftangriffe der Alliierten wurden die Raketenproduktion von den NSDAP in eine unterirdische Produktion nach Thüringen verlegt. Alte Personalwohnungen im Werksbereich von Saubersdorf wurden von „Ausgebombten“ aus Wiener Neustadt bezogen. In der Rückzugsphase durch die vorrückenden Russen wurde das Munitionsdepot von Nachschubstaffeln oder Gefechtsfahrzeugen direkt angefahren. Am Palmsonntag 1945 erreichten die Russen die Südbahn und im Föhrenwald wurden punktuelle, überhastete Sprengungen ohne größere Auswirkungen durchgeführt. Bald nach Kriegsende kam es zu Demontagen beweglicher Teile am funktionslos gewordenen Depot für „Schieß- und Sprengmittel“. Munitionsreste, Blindgänger oder Chemikalien führten immer wieder zu schweren auch tödlichen Unfällen. Bis heute kann es bei Bränden zu Detonationen von Kriegsrelikten kommen.

## Sehenswertes
- siehe: Liste der denkmalgeschützten Objekte in St. Egyden am Steinfeld